# 金牛座冰原島峰
70°52′S 66°23′W / 70.867°S 66.383°W
金牛座冰原島峰（英語：Taurus Nunataks），是南極洲的冰原島峰，位於帕爾默地，處於格爾尼角東北面43公里，以星宿金牛座命名，現時由南極條約體系管理。